# 吳榮 (1963年)
吳榮（1963年—），原名吳志榮，臺灣雲林縣斗六市人，交趾陶傳統工藝創作者。

## 生平
自小居住於大山磚廠旁，製作磚坯之泥土隨處可拾，吳榮因此經常與黏土為伴，捏造人物、鳥獸，磚廠主人陳其春讚其天賦，心聲歡喜，為吳榮提供捏土之創造環境。後來吳家房屋改建，整片石灰壁無意間竟成為吳榮壁畫之處女作。乃父吳能山到處探詢名師，期得託付，啟發其潛能。
18歲拜葉王一派的林添木為師。
21歲首次舉辦個展，初露身手立刻引起注目。至今數十次作品展出中，匯聚無數人的目光，匠心獨具、巧奪天工。榮獲多次獎項。而後多次在國內外，舉辦多次展覽。
30歲榮獲行政院文化建設委員會頒授「民族工藝獎」作為肯定。32歲時，李總統特選了吳榮作品《九龍如意》作為出訪美國康乃爾大學的臺灣本土藝術獻禮。42歲榮獲台灣工藝研究所主辦之第五屆國家工藝獎入選。49歲獲國立臺灣工藝研究發展中心選為「臺灣工藝之家」。

## 作品時代
交趾陶是台灣最具本土文化特色的工藝，數百年來都是閩南式廟宇中最重要的藝術裝置。廟宇是過去台灣社會的文化、政治、經濟中心，交趾陶就像西方繪本，承擔著教化兒童的責任，題材大多以神佛和忠孝節義的內容為主。年紀輕輕就投入交趾陶的吳榮，早期的作品及圍繞著『神』相關主題，呈現神明、神獸及其所衍伸的故事，即使題材傳統，吳榮總是能在作品中注入個人的思想，獨樹一格的表現方式，使其很快就在傳統工藝界嶄露頭角，30歲以「東海龍王」一作，獲得文建會所頒「民族工藝獎」之殊榮。此後，吳榮開始透過民間的傳說故事來表達人與人之間的情感，作品逐漸從單一人物轉為小劇場的時代，像是「鍾馗嫁妹」、「白蛇傳─借傘緣」，或是「舞天動地」等。
後續幾年，吳榮的作品開始逐漸往內在發展，從「胭脂水粉」系列、「地藏王菩薩」到近期的「雲童」系列、「法國三部曲」等，儘管再度回歸單一形體的表現，無論是溫柔婉約、雍容祥和或天真無邪，所傳達出各種氣度神韻更加的渾然天成、飽滿深刻，宛如輕描淡寫出多年的人生經驗累積，儼然為台灣交趾陶從傳統走向新意的轉折，提出最佳的詮釋。
從傳統到創新，吳榮對於交趾陶藝術持續不斷突破自我與挑戰自我，使其在台灣陶藝界始終十分受到矚目。吳榮曾說過「五十歲月流年，忽然發現我所呈現的作品概念就是『時光流逝，世事變換』，於是將佛陀的前身帶入創作，藉著『雲童』來重新詮釋五十歲的新生命」。以具象兒童的頭型及雙手、抽象的雲圖騰結合而成雲童主體，春天眼睛懵懂輕張，嘴部微笑；夏天眼睛清澈全開，開懷而笑；秋天眼睛望遠凝視，兩唇圓嘟；冬天雙眼閉目沉思，嘴唇輕抿，以此表情、動作來表現人生中天真懵懂的幼年期、自信張揚的青年期、成熟世故的中年期、圓融沉寂的老年期。
吳榮創作生命中的「學習成長期」如同「春天雲童」般，他努力學習，拼命讓自己成長；「成長爆發期」彷彿「夏天雲童」、「秋天雲童」，他盡力表現用力收割，不願辜負自己的天賦；而「沉潛轉型期」不就像「冬天雲童」一樣嗎？因為這段時間的沉思靜想，像是經歷生死輪迴才會孕育出現在的「帶領創新期」。這是他新創作的生命，以「雲童」詮釋自己五十歲的新生命。四季循環，年復一年，人生隨著歲月成長，有獲得有失去。同樣的藝術作品也要隨著時代演變，賦予時代的新價值，才能與時俱進。人生如長河，河水努力往前流動，但又可回溯其源頭。人生每一階段都會成為下一階段的養分，藝術創作亦同，沒有前階段的努力不會有後階段的豐收。

## 作品特色
吳榮在選材、人物形貌與身段的掌握恰到好處，藉由陰陽對比、動靜相呼應等張力鋪陳，讓各個故事題材的劇情透露出深刻的情緒與無窮的渲染力。相較於傳統交趾陶擺件往往礙於技術與設備而表現僵直的型態，吳榮的作品經常不斷挑戰陶土濕軟厚重的本質，不僅立體結構完整、且經常試圖以最小的連結點撐起主角人物，藉由無數氣孔的精算配置、極力克服空心陶土雕塑在繁複燒製期間可能產生的諸多變數、以營造流暢翻飛之動感。此外，透過於長年鑽研開發寶石釉，吳榮對作品施予細膩繁多的用色，同時使用漸層的方式上色，讓色彩表現於絢麗燦爛中又不失溫潤細緻、豐富；而採用寶石釉時代有結晶表現的冰裂紋，更讓作品增添不少特色。

## 釉料特色
吳榮作品的釉藥、釉色一絕。早期的交趾陶釉料可分為寶石釉和水彩釉二種。寶石釉為溶塊釉，其優點為色調較為平均穩定，水彩釉的的優點則在於可表現濃淡層次的變化，若依耐用度及釉層厚薄度來看，則寶石釉優於水彩釉。
依林添木之研究，寶石釉的基本釉色可分為八種，即胭脂紅、濃綠、海碧、古黃、紅豆紫、淺黃、古藍和白等八色，每種釉色又可調出濃淡不同的色調，且在配方上稍做調整，又可發展出更多的釉色變化。吳榮作品所用釉藥均為寶石釉，據其告知，為了研究釉藥曾廢寢忘食鑽研四年，深覺釉藥學深不可測，但交趾陶並非僅有釉藥一項，乃不得不停止，但因此其研發而使用之寶石釉料，呈現出炫麗燦爛的色彩，且溫潤細緻，豐富而具變化，極盡視覺上美感享受。
吳榮施釉不是僅單調平塗一片，除用色細膩繁多外，亦會用深淺漸層方式產生豐富的變化。用色雖然繁多豐富，但具有協調的美感，此應與其具有專業藝術美學訓練的根底有關。
寶石釉釉色厚實，釉中會有結晶，連結成淺淺細線，類似冰裂紋。

## 榮譽記錄

### 展覽記錄
|    | 年份 | 展覽                                               |
| -- | ---- | -------------------------------------------------- |
| 1  | 1984 | 台南藝廊交趾陶展第一屆嘉義美展                     |
| 2  | 1985 | 台南藝廊交趾陶展第二屆嘉義美展                     |
| 3  | 1985 | 嘉義吳鳳廟交趾陶陳列永久展                         |
| 4  | 1986 | 台南藝廊交趾陶展第三屆嘉義美展                     |
| 5  | 1988 | 美國台灣同鄉會「台灣民俗文物館；《廟會》永久陳列」 |
| 6  | 1989 | 應國立歷史博物館交趾陶一門邀請展                   |
| 7  | 1991 | 玉林公司協辦於美聖路易市展出 吳榮交趾陶展          |
| 8  | 1992 | 台中立文化中心 吳榮風彩再現交趾陶個展              |
| 9  | 1995 | 高雄市立文化中心 吳榮交趾燒陶宴展                  |
| 10 | 1995 | 連續兩年海軍八四敦睦艦隊邀請海外巡迴展             |
| 11 | 1997 | 行政院文建會策畫主辦台北、台中、高雄之民族工藝大展 |
| 12 | 2008 | 國立傳統藝術中心「台灣雕塑大展」                   |
| 13 | 2009 | 國立傳統藝術中心特選「舞天動地」作品為永久典藏     |
| 14 | 2013 | 總統府藝廊「夢想與成就的對談－多元工藝展」         |
| 15 | 2014 | 嘉義市文化局邀展「傳心榮彩」交趾陶特展             |
| 16 | 2015 | 疼惜台灣交趾陶全國巡迴個展                         |
| 17 | 2016 | 台灣交趾陶吳榮日本巡迴展 福岡、名古屋、橫濱、東京  |
| 18 | 2017 | 高雄國賓飯店扶輪社展覽                             |
| 19 | 2018 | 『幸福共好II』總統府工藝品展                       |
| 20 | 2018 | 鶯歌陶博館『專精不二一臺灣頂真工藝』               |
| 21 | 2019 | 台灣工藝之巔-頂級工藝之美‧向大師致敬               |
| 22 | 2020 | 『幸福時光─進步，蛻變，共榮』總統府工藝品展        |
| 23 | 2020 | 『亞熱帶花園：彩繪陶瓷展』國立鶯歌陶瓷博物館       |

### 得獎記錄
|   | 年份 | 獎項記錄                                       |
| - | ---- | ---------------------------------------------- |
| 1 | 1993 | 榮獲行政院文化建設委員會頒授「民族工藝獎」獎座 |
| 2 | 1996 | 榮膺雲林縣長頒贈『雲林之光』予以肯定           |
| 3 | 1997 | 榮獲雲林縣美展工藝類陶藝獎                     |
| 4 | 2004 | 榮獲總統府頒贈紀念獎狀                         |
| 5 | 2005 | 榮獲國立台灣工藝研究所主辦第五屆國家工藝獎     |
| 6 | 2007 | 榮獲雲林縣政府頒贈『雲林瑰寶』                 |

### 其他榮譽記錄
|   | 年份 | 榮譽記錄                                             |
| - | ---- | ---------------------------------------------------- |
| 1 | 1995 | 李總統訪美康乃爾大學特選吳榮作品為台灣本土藝術獻禮   |
| 2 | 1997 | 行政院連院長特別召見民族藝人頒發『藝造天成』扁額榮譽 |
| 3 | 1997 | 拍攝公共電視《一代技藝》~賞之榮耀                    |
| 4 | 2001 | 應陶瓷博物館特選《風調雨順》大作饋贈 陳水扁總統典藏  |
| 5 | 2012 | 獲國立臺灣工藝研究發展中心選為「台灣工藝之家」       |
| 6 | 2014 | 地方登錄傳統藝術保存者                               |

## 相關書籍
| 標題                | ISBN                   | 出版日期 |
| ------------------- | ---------------------- | -------- |
| 臺灣交趾陶吳榮      | ISBN 978-986-91687-0-0 | 2015.07. |
| 臺灣交趾陶 吳榮世界 | ISBN 978-986-91687-1-7 | 2016.04. |

## 資料來源
1. 1 2  . 大紀元. 2015-07-08  [2019-07-12]. （原始内容存档于2019-07-12） （中文（臺灣））.
2. ↑  . 中華民國博物館學會. 2018-07-13  [2019-07-11]. （原始内容存档于2018-07-25） （中文（臺灣））.
3. ↑  . 自由時報. 2019-02-02  [2019-07-11]. （原始内容存档于2019-07-11） （中文（臺灣））.
4. ↑  . 雲林縣政府文化處.   [2019-07-12]. （原始内容存档于2019-07-12） （中文（臺灣））.

## 外部連結
- 吳榮交趾陶藝術的Facebook專頁（繁體中文）
- 臺灣工藝之家介紹-吳榮（页面存档备份，存于）國立台灣工藝研究發展中心（繁體中文）